# Flugunfall der Vieques Air Link 1977
Der Flugunfall der Vieques Air Link 1977 ereignete sich am 19. Dezember 1977 auf einem internationalen Linienflug der Vieques Air Link vom  Flughafen St. Croix auf den Amerikanischen Jungferninseln zum Flughafen Vieques auf der zu Puerto Rico zugehörigen Insel Vieques. Die eingesetzte Britten-Norman BN-2 Islander erreichte an diesem Tag nicht den Zielflughafen und musste im Karibischen Meer notgewassert werden, wobei fünf der zehn Personen an Bord ums Leben kamen.

## Flugzeug
Bei der Maschine handelte es sich um eine 1970 gebaute Britten-Norman BN-2A-6 Islander mit der Werknummer 184. Die Maschine wurde im Werk von Britten-Norman endmontiert und absolvierte am 2. Juni 1970 ihren Erstflug mit dem Luftfahrzeugkennzeichen G-51-184. Die Maschine wurde im Juni 1971 mit dem Kennzeichen N862JA an die Jonas Aircraft & Arms Co. Inc. ausgeliefert. Am 25. Juni 1973 übernahm die Vieques Air Link die Maschine. Das zweimotorige Zubringerflugzeug war mit zwei Flugmotoren des Typs Lycoming O-540 ausgestattet.

## Passagiere und Pilot
Den Flug von St. Croix nach Vieques hatten neun Passagiere angetreten. Als einziges Besatzungsmitglied befand sich ein 50-jähriger Pilot an Bord, der über 5.031 Stunden Flugerfahrung verfügte, wovon 1.010 Stunden auf die Britten-Norman BN-2A-6 Islander entfielen. Auf dem Kurzstreckenflug waren weder ein zweiter Pilot noch Flugbegleiter vorgesehen.

## Unfallhergang
Die Maschine befand sich im Anflug auf Vieques, als der Treibstoff zur Neige ging. Bald darauf kam es zu einem Flammabriss in beiden Triebwerken Der Pilot sah sich gezwungen, die Maschine um 07:48 Uhr Ortszeit sechs Meilen vor Vieques im Karibischen Meer notzuwassern. Bei der Notwasserung starben fünf Passagiere, der Pilot und vier weitere Passagiere überlebten.

## Ursache
Das National Transportation Safety Board übernahm nach dem Unfall die Ermittlung zur Absturzursache. Die Ermittler warfen dem Piloten eine schlechte Flugplanung vor, er habe nicht genügend Treibstoff für die Durchführung des Fluges eingeplant.